# Essence Atkins
Essence Atkins (New York, 7 febbraio 1972) è un'attrice statunitense.

## Biografia
Studia recitazione a New York nel 1991 ma precedentemente interpreta due episodi dal 1986 al 1989 nella serie I Robinson e successivamente nel 1992 in Here and Now. Diventa famosa nel 1995 nella serie Under One Roof e in seguito recita nelle serie Half & Half e Are We There Yet?.

## Filmografia

### Cinema
- Nikita's Blues (1999) cortometraggio
- Nikita Blues, regia di Marc Cayce (2001)
- XCU: Extreme Close Up, regia di Sean S. Cunningham (2001)
- Due sballati al college (How High), regia di Jesse Dylan (2001)
- Looking Through Lillian, regia di Jake Torem (2002)
- Deliver Us from Eva, regia di Gary Hardwick (2003)
- Love... & Other 4 Letter Words, regia di Steven Ayromlooi (2007)
- Love for Sale, regia di Russ Parr (2008)
- Dance Flick, regia di Damien Dante Wayans (2009)
- Preacher's Kid, regia di Stan Foster (2010)
- N-Secure, regia di David M. Matthews (2010)
- Dysfunctional Friends, regia di Corey Grant (2012)
- Ghost Movie (A Haunted House), regia di Michael Tiddes (2013)
- Act Like You Love Me, regia di Dan Garcia (2013)
- My Sister's Wedding, regia di Paul D. Hannah (2013)
- Ghost Movie 2 - Questa volta è guerra (A Haunted House 2), regia di Michael Tiddes (2014)
- Sister Code, regia di Corey Grant (2015)
- Battle Scars, regia di Danny Buday (2015)
- Solstice Ranch, regia di Christianna Carmine (2017)
- Illicit, regia di Corey Grant (2017)
- Il diario segreto di Noel (The Noel Diary), regia di Charles Shyer (2022)

### Televisione
- Sunday in Paris, regia di Hugh Wilson (1991)
- Love Song, regia di Julie Dash (2000)
- Football Wives, regia di Bryan Singer (2007)
- The Bachelor Party, regia di Donald Welch (2011)
- From This Day Forward, regia di Roger Melvin (2012)
- Holiday Road Trip, regia di Fred Olen Ray (2013)
- Girlfriends' Getaway, regia di Roger M. Bobb (2014)
- My Other Mother, regia di Stan Foster (2014)
- Girlfriends Getaway 2, regia di Roger M. Bobb (2015)
- You Can't Hurry Love, regia di Ogden Bass e Patricia Cuffie-Jones (2016)

### Serie TV
- I Robinson (The Cosby Show) – serie TV, episodi 3x08-6x03 (1986-1989)
- Charlie Hoover – serie TV, episodi 1x05 (1991)
- 8 sotto un tetto (Family Matters) – serie TV, episodi 3x16 (1992)
- Here and Now – serie TV, episodi 1x07-1x09 (1992)
- Bayside School - The college years (Saved by the Bell: The College Years) – serie TV, episodi 1x00 (1993)
- Under One Roof – serie TV, 6 episodi (1995)
- The Wayans Bros. – serie TV, episodi 2x11 (1995)
- The John Larroquette Show – serie TV, episodi 4x04-4x08 (1996)
- The Parent 'Hood – serie TV, episodi 2x12 (1996)
- I ragazzi di Malibu (Malibu Shores) – serie TV, 10 episodi (1996)
- Terra promessa (Promised Land) – serie TV, episodi 1x14 (1997)
- Un genio in famiglia (Smart Guy) – serie TV, 51 episodi (1997-1999)
- Moesha – serie TV, episodi 5x03-5x09 (1999)
- Sabrina, vita da strega (Sabrina, the Teenage Witch) – serie TV, episodi 4x15-4x17-5x01 (2000)
- Love, Inc. – serie TV, episodi 1x03 (2005)
- Half & Half – serie TV, 91 episodi (2002-2006)
- The Class - Amici per sempre (The Class) – serie TV, episodi 1x14 (2007)
- Dr. House - Medical Division (House M.D.) – serie TV, episodi 4x02 (2007)
- Nite Tales: The Series – serie TV, episodi 1x02 (2009)
- House of Payne – serie TV, episodi 7x04-7x03 (2011)
- Are We There Yet? - serie TV, 73 episodi (2010-2012)
- Mr. Box Office – serie TV, 22 episodi (2012-2013)
- The Great Indoors – serie TV, episodi 1x20 (2017)
- Marlon – serie TV, 11 episodi (2017-2018)

## Doppiatrici italiane
- Chiara Gioncardi in Ghost Movie, Ghost Movie 2 - Questa volta è guerra
- Rossella Acerbo in Un genio in famiglia
- Laura Latini in Sabrina, vita da strega
- Cinzia Massironi in Due sballati al college
- Antonella Baldini in Dr. House - Medical Division
- Barbara De Bortoli in Marlon
- Lucrezia Roma in Il diario segreto di Noel